# 东江时报
《东江时报》（2019年10月16日—2022年5月26日期间亦称《惠生活》或《东江时报·惠生活周刊》；CN：44-0171）是由惠州日报社主管主办、东江时报社出版的面向广东省惠州市发行的周刊，由惠州报业传媒集团拥有，标语为“打造最适合都市读者口味的都市报”。该报于2006年11月28日试刊，2007年元旦正式创刊。于2019年1月1日起，该报由日报改制为周刊，并依附于《惠州日报》发行。

## 概要及沿革
2006年6月，原国家新闻出版总署批准惠州日报社主管、主办《东江时报》。9月18日，广东省新闻出版局颁布了该报的出版许可证。创办时，该报每日发行，4开24版，定位为都市报。该报的国内统一刊号则继承自1999年停办的《惠州晚报》。
2006年11月28日，该报出版试刊号。报纸试刊期间每期发行量为20万份，主要以街头派送形式进行传阅。
2007年1月1日，《东江时报》正式创刊。初期该报零售价为人民币8角，后报纸降价为人民币5角。
2007年12月13日，报纸首次实施改扩版，以强化民生新闻报道为改版方向。改版后，该报每周二至五出版32版报纸，周一仍维持24版。次年，该报扩至每周一至五均出版32版报纸，日均发行量6万余份。
2012年，该报开始实施驻社区记者制，为广东省首间实施该制度的报章。该报当年共于惠州市15个住宅小区派驻记者采写新闻。
2013年10月，该报由位于文华一路的报业传媒大厦迁入位于三新的惠州报业传媒集团全媒体产业基地办公。
2018年12月31日，该报于头版刊登公告，宣布该报自2019年1月1日起转型为周刊，并依附于《惠州日报》发行。10月16日，原《东江时报》正式更名为《惠生活》。2022年6月2日，该报弃用《惠生活周刊》报头，复名《东江时报》。

## 版面设置
现时，《东江时报》于每周四出版8版报纸（创刊号除外，该期于周三出版），而在法定节假日期间，该报会暂停出版。
目前该报通常设置如下板块：
- 《惠关注》：主要刊登过去一周的重点新闻，有时亦会刊登专题报道
- 《惠旅游》《走四方》：介绍惠州日报国际旅行社的旅游产品，其中前者以省内旅游目的地为主，后者以省外旅游目的地为主
- 《家春秋》：刊登对特定有优良家风的家庭之特写、专访
- 《养生经》：刊登养生方面的资讯
- 《达人秀》：刊登对有特定才能或特定贡献的当地人士之专访
- 《书画苑》：刊登惠州市内书画界人士的人物专访及作品；该栏目与惠州国画院联办
- 《惠品汇》：刊登惠州报业传媒集团的“惠品汇”线上商城产品推介
- 《东篱俱乐部》：刊登惠州报业传媒集团东篱俱乐部的活动动态或会员投稿作品
- 《惠购房》：刊登楼市方面的资讯
- 《惠理财》：登载理财、保险、金融方面的资讯
- 《惠健康》：登载医疗、健康方面的资讯
- 《惠影像》：以组图形式呈现特定主题